# Arrondissement Tarbes
Arrondissement Tarbes (fr. Arrondissement de Tarbes) je správní územní jednotka ležící v departementu Hautes-Pyrénées a regionu Midi-Pyrénées ve Francii. Člení se dále na 19 kantonů a 225 obcí.

## Kantony
- Aureilhan
- Bordères-sur-l'Échez
- Castelnau-Magnoac
- Castelnau-Rivière-Basse
- Galan
- Laloubère
- Maubourguet
- Ossun
- Pouyastruc
- Rabastens-de-Bigorre
- Séméac
- Tarbes-1
- Tarbes-2
- Tarbes-3
- Tarbes-4
- Tarbes-5
- Tournay
- Trie-sur-Baïse
- Vic-en-Bigorre